# Syndrome 47,XYY
 (février 2018).
Si vous disposez d'ouvrages ou d'articles de référence ou si vous connaissez des sites web de qualité traitant du thème abordé ici, merci de compléter l'article en donnant les références utiles à sa vérifiabilité et en les liant à la section « Notes et références ».
 Mise en garde médicale
Le syndrome 47,XYY , syndrome du double Y ou syndrome de Jacob est une aneuploïdie humaine qui consiste en la présence anormale de deux chromosomes Y en plus d’un chromosome X. C'est un cas particulier de trisomie des chromosomes sexuels. Le caryotype d’une personne concernée présente donc 47 chromosomes au lieu de 46 habituellement, répartis en 23 paires.
Les personnes concernées ne présentent pas un phénotype masculin différencié, et la recherche médicale peine à mettre en évidence des troubles physiques ou comportementaux qui soient liés à cette trisomie. Pour cette raison, certains généticiens contestent l'emploi du terme « syndrome ».
Sans aucun fondement, le caryotype XYY a été associé dans la fiction à une inclination pour les crimes violents, ce qui lui a valu le surnom de « syndrome du tueur ».

## Traits physiques
La plupart du temps, la présence d'un chromosome Y supplémentaire ne s'accompagne pas de traits physiques inhabituels ni de problèmes médicaux. Au stade de l'enfance, les enfants ont une croissance accélérée avec, en moyenne, une taille finale qui sera supérieure de 7 cm à celle attendue. Quelques cas d'acné sévère ont été détectés mais les dermatologues spécialisés dans les problèmes d'acné remettent maintenant en cause l'existence d'une relation avec le 47,XYY.
Les niveaux prénatal et postnatal de testostérone sont normaux. Beaucoup des individus atteints du syndrome ont un développement sexuel masculin et une fertilité tout aussi normaux. Dans la mesure où le syndrome XYY n'est pas caractérisé par des traits physiques distinctifs, l'anomalie n'est souvent relevée que lors d'analyses génétiques effectuées dans un autre but.

## Caractéristiques comportementales
Il y a un risque plus élevé chez les enfants atteints du syndrome 47,XYY de voir apparaître des problèmes d'apprentissage (50 % plus élevé) et un retard dans l'acquisition du langage. Cependant, une enquête nationale menée en 2004 aux États-Unis par le « Centre de contrôle et de prévention des maladies » indique que seuls 10 % des enfants concernés par cette anomalie génétique ont des problèmes d'apprentissage.
Comme pour les enfants atteints des anomalies 47,XXY (mâles) et 47,XXX (femelles), le score aux tests de QI des enfants atteints du syndrome 47,XYY est en moyenne entre 10 et 15 points en dessous des résultats de leurs frères et soeurs. Cependant, cet écart (12 points en moyenne) est celui qui est habituellement observé entre des enfants d'une même famille. Sur 14 cas d'enfants provenant de familles de milieu socio-économique élevé, le QI pour 6 d'entre eux était compris entre 100 et 147 avec une moyenne de 120. Parmi les 11 enfants qui avaient des frères et sœurs, 9 avaient des frères et sœurs qui ont eu des résultats scolaires supérieurs, mais dans un cas leurs résultats étaient égaux et dans le dernier cas ils étaient même inférieurs à ceux du sujet étudié.
Des retards de développement ou des problèmes comportementaux sont aussi observables et ces personnes auraient tendance à être plus agressives. Mais ces caractéristiques ont une grande variabilité dans la population concernée, ne sont pas spécifiques aux personnes atteintes du syndrome 47,XYY et ne sont pas exprimées différemment par rapport aux personnes de caryotype masculin 46,XY typique.

## Cause
47,XYY est une anomalie chromosomique non héréditaire. L'anomalie apparaît aléatoirement durant la formation des cellules germinales. Une mauvaise disjonction des gonosomes durant l'anaphase II de la méiose peut faire apparaître des cellules germinales avec une copie supplémentaire du chromosome Y. Si un de ces spermatozoïdes atypiques intervient dans une fécondation, l'enfant aura un chromosome Y supplémentaire dans toutes ses cellules.
Dans certains cas, l'erreur se produit au niveau de la division cellulaire de la mitose post-zygotique au début du développement embryonnaire. Ceci peut produire une mosaïque entre 46,XY et 47,XYY.

## Fréquence
La fréquence d'observation du syndrome 47,XYY est 1 pour 1000 naissances de garçons. L'âge des parents n'a pas d'influence sur la fréquence d'apparition.

## Premier cas
Le premier cas recensé d'une personne avec un caryotype 47,XYY a été rapporté par Avery A. Sandberg et ses collègues de l'Institut Roswell Park Memorial à Buffalo, New York, en 1961. La découverte fut involontaire sur un sujet de 44 ans, mesurant 183 cm et ayant une intelligence normale, alors qu'il faisait une analyse du caryotype parce que sa fille était atteinte de trisomie 21.
47,XYY fut la dernière des aneuploïdies touchant les chromosomes sexuels découverte (47,XXY et 45,X furent découverts deux ans plus tôt et 47,XXX en 1959). Même le cas très rare de 48,XXYY avait été mis en évidence un an auparavant en 1960. La visualisation d'aneuploïdie touchant le chromosome X peut être réalisée par l'absence ou la présence d'hétérochromatine « femelle » (corpuscule de Barr) dans les noyaux des cellules en interphase lors de l'étude d'un frottis buccal (technique développée dix ans avant le rapport de la première aneuploïdie sexuelle).
La technique analogue pour visualiser les aneuploïdies sur le chromosome Y par la présence excessive d'hétérochromatine « mâle » ne fut pas développée avant 1970 (dix ans après la première aneuploïdie sur les chromosomes sexuels).

## Fictions sur ce «chromosome du criminel»
Dans les années 1960 et 1970, une idée fausse voulait que les hommes possédant un caryotype XYY aient tendance à avoir un comportement criminel. Cette idée a été abondamment reprise dans les romans et les séries TV de l'époque qui s'affranchissaient de toutes considérations scientifiques. Robin Chapman, scénariste de la série fiction Doomwatch (1970 - 1972) diffusée sur la BBC, dépeint dans un épisode (By the pricking of my thumbs, 1971) les conséquences tragiques de cette idée reçue prise comme vérité générale par les figures de l'autorité.
Moins complaisante, la série littéraire de Kenneth Royce (1920 - 1997) The XYY Man met en scène un homme dont le caryotype est XYY insistant sur le stéréotype, avec l'anti-héros William « Spider » Scott dont le chromosome supplémentaire est pointé du doigt comme étant responsable de sa carrière en tant que cambrioleur de très haut niveau (quoique non violent). Les récits de Royce ont été portés à l'écran dans une série TV en Angleterre (3 épisodes pendant l'été 1976 et 10 l'été suivant).
Dans Le Chat à neuf queues (Il gato a nove code), un film de Dario Argento sorti en 1971, un savant chercheur en génétique se met à assassiner toutes les personnes qui pourraient révéler qu'il est atteint de ce syndrome.
Dans le film Alien 3 (1992), la protagoniste atterrit sur une planète prison peuplée de criminels au caryotype XYY, avec le sous-entendu qu'ils sont plus enclins aux crimes et viols.
Dans l'épisode Born Bad de la série New York, police judiciaire, la stratégie de la défense de Chris Pollit, un jeune homme accusé d'avoir battu à mort un autre garçon, repose sur son chromosome Y supplémentaire. Des experts sont appelés pour témoigner du fait que le syndrome XYY est très commun parmi la population pénitentiaire, ils admettent plus tard que leur étude n'est pas complète. La psychologue appelée à la barre par le procureur met un point d'honneur à préciser que cette théorie n'est pas prouvée et que la communauté scientifique ne la soutient pas.
Dans la série de jeux Hitman, le tueur à gages 47 porte ce nom car il est doté d'un chromosome Y supplémentaire, à l'origine de ses capacités exceptionnelles d'assassin (en plus d'être le 47e clone créé par le Dr. Ort-Meyer).
Dans un texte de Raymond Devos il dit que son médecin l'appelle et lui dit qu'il possède un chromosome en plus dans une case en moins et qu'il devra tuer quelqu'un.